# 1995 en sociologie
| Années de la sociologie : 1992 - 1993 - 1994 - 1995 - 1996 - 1997 - 1998    |
| Décennies de la sociologie : 1960 - 1970 - 1980 - 1990 - 2000 - 2010 - 2020 |

Cet article présente les événements de l'année 1995 dans le domaine de la sociologie.

## Publications

### Livres
- Ulrich Beck, Ecological Politics in the Age of Risk
- Raymond Boudon, Le Juste et le vrai
- Colin Crouch, Reinventing collective action : from the global to the local
- François Furet, The Passing of an Illusion: The Idea of Communism in the Twentieth Century
- Ernest Gellner, Nationalism Observed
- Ian Hacking, Rewriting the Soul: Multiple Personality and the Sciences of Memory
- David Hollinger, Postethnic America: Beyond Multiculturalisms
- Christopher Lasch, The Revolt of the Elites and the Betrayal of Democracy
- Laurent Mucchielli (dir.), Histoire de la criminologie française, Paris, L’Harmattan, 1995, 535 p. (ISBN 2-7384-3136-4, BNF 36685469)
- Sarah Nettleton, Sociology of Health and Illness
- Charles Tilly, Popular contention in Great Britain, 1758-1834
- John B. Thompson, The Media and Modernity : A social Theory of the Media

## Congrès
- XXe congrès de l’Association européenne de sociologie à Mexico au Mexique.
- 30 août-2 septembre : 2e congrès de l’Association européenne de sociologie à Budapest en Hongrie.

## Autres
- Sylvia Walby (université de Leeds, Royaume-Uni) devient présidente de l’Association européenne de sociologie.